# イシヅチサンショウウオ
イシヅチサンショウウオ（Hynobius hirosei）は、有尾目サンショウウオ科サンショウウオ属に分類される有尾類。

## 分布
日本（四国）固有種。模式標本の産地（模式産地）は石鎚山。名前の由来となっている石鎚山を中心に四国に分布する。

## 形態
全長12 - 20.5センチメートル。体色は石板色だが、青白色の斑点が入る個体もいる。尾は顕著に側扁する。上顎中央部に並ぶ歯の列（鋤骨歯列）はオオダイガハラサンショウウオと比較すると短い。後肢の趾は5本。
基本的にはオオダイガハラサンショウウオと生態は同じだが、相違点としては、流水性サンショウウオの特徴である、幼生期にみられる四肢の黒い爪が、オオダイガハラサンショウウオの幼生ではみられるものの、イシヅチサンショウウオの幼生にはみられない事が挙げられる。

## 分類
独立種として記載されたが、オオダイガハラサンショウウオの四国個体群としてシノニムとされていた。後に遺伝的差異が大きいことが判明したため、独立種として復活した。

## 生態
山地にある森林内を流れる渓流周辺の斜面に生息する。標高500-1500mの山地に生息。
4 - 5月に渓流の源流周辺の日光が差し込まない場所で卵を産む。幼生は当年で変態して幼体になる個体もいるが、主に幼生のまま越冬し翌年に変態する。

## 人間との関係
道路・砂防堰堤建設や森林伐採による生息地の破壊、およびそれらによる土砂流出・観光地開発による水質汚濁、ペット用の捕獲・採集による生息数の減少が懸念されている。
準絶滅危惧（NT）（環境省レッドリスト）